# Føns Sogn
Føns Sogn ist eine Kirchspielsgemeinde (dän.: Sogn) auf einer Halbinsel im Kleinen Belt im südlichen Dänemark. Bis 1970 gehörte sie zur Harde Vends Herred im damaligen Odense Amt, danach zur Nørre Aaby Kommune im Fyns Amt, die im Zuge der  Kommunalreform zum 1. Januar 2007 in der „neuen“  Middelfart Kommune in der Region Syddanmark aufgegangen ist.
Im Kirchspiel leben 314 Einwohner. (Stand:1. Januar 2023) Im Kirchspiel liegt die Kirche von Føns.
Nachbargemeinden sind am Fuß der Halbinsel Balslev Sogn  und Ørslev Sogn.